# Herbert James Edwards
Herbert James Edwards, avstralski častnik, vojaški pilot in letalski as, * 20. november 1886, Victoria, † 10. september 1967, Mayborough, Victoria.
Stotnik Edwards je v svoji vojaški karieri dosegel 5 zračnih zmag.